# Jardinier oreillard
Ailuroedus melanotis
Espèce
Statut de conservation UICN

 LC  : Préoccupation mineure
Le Jardinier oreillard (Ailuroedus melanotis, quelquefois Ailuroedus crassirostris melanotis) est une espèce d'oiseau jardinier vivant en Australie et en Nouvelle-Guinée.

## Description

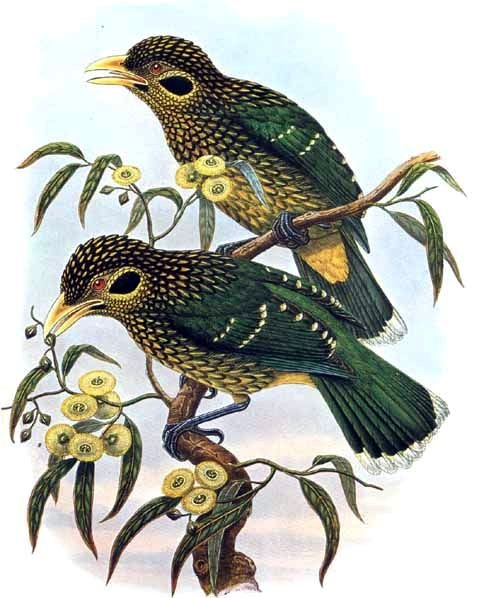

Il mesure 26 à 30 cm de long, avec un plumage vert émeraude avec des marques noires sur les joues et des traits blancs sur la tête et le cou. Son cri rappelle le miaulement du chat d'où son nom anglais "Catbird". Le mâle et la femelle sont identiques.

## Répartition et habitat
Le jardinier oreillard ou oiseau-chat à joues noires est assez largement répandu à travers la Nouvelle-Guinée (avec l’île Misol et l’archipel Aru) où il remplace le jardinier (ou oiseau-chat) à joues blanches à plus haute altitude. Il occupe aussi l’est du cap York et le site de Tableland dans le Queensland en Australie.
Le jardinier oreillard habite les forêts tropicales humides de basse et moyenne altitude, et les forêts tempérées avec leurs formations secondaires adjacentes, les vergers et les jardins. En Nouvelle-Guinée, il fréquente également les forêts riveraines et les bois mixtes et ouverts d’eucalyptus et de melaleucas (Eucalyptus – Melaleuca) ainsi que les boisements soumis à la mousson et les broussailles. L’altitude varie entre 600 et 1700 m avec un maximum à 2250 m en Nouvelle-Guinée mais surtout en dessous de 900 m en Australie (Coates 1990, Frith & Frith 2009).

## Alimentation
Elle consiste prioritairement en fruits, secondairement en petits animaux, surtout des insectes. Cet oiseau-chat visite toute une gamme d’arbres fruitiers dont il exploite bourgeons floraux, fleurs, feuilles, tiges et sève. Son biotope alimentaire le porte à vivre dans les arbres car il se nourrit essentiellement de leurs fruits mais il recherche aussi sa nourriture dans le sous-bois et sur la litière de la forêt. En Nouvelle-Guinée, l’alimentation consiste essentiellement en figues mais des individus ont été observés en train de consommer des fruits placés comme décoration sur les berceaux des oiseaux jardiniers d’Aldelbert et d’Orange. En Australie, sur le site de Paluma dans le nord du Queensland, le régime est frugivore à 90 %. Des fruits sont parfois dissimulés dans des fougères épiphytes, dans des cavités ou des fourches d’arbres ou encore directement sur la litière de la forêt pour être consommés ultérieurement. Des œufs et des oisillons sont prélevés dans des nids et de petits oiseaux pris dans des filets en vue de recensements sont parfois capturés. La nourriture des oisillons consiste essentiellement en fruits (surtout des figues), en insectes et leurs larves et en petits animaux y compris des morceaux de chair de petits oiseaux (Frith & Frith 2008).

## Voix
Les couples maintiennent un contact acoustique par l’émission d’une note aiguë simple ou double tik. D’autres sons plus rares et bizarres ont été décrits comme une sorte d’éternuement et de grognement mais pas d’imitation de cris d’autres oiseaux (Frith & Frith 2008).

## Parade nuptiale
Le couple apparié sautille nerveusement de branche en branche, le mâle lançant parfois des cris aigus, généralement le bec rempli de nourriture jusqu’à ce que la femelle reste tranquille. Elle est parfois nourrie après l’accouplement (Frith & Frith 2008).

## Nidification
Le nid est une coupe dotée d’une épaisse et lâche assise de branchettes sur laquelle repose un assemblage de rameaux, de radicelles, de vrilles de vignes et de feuilles. Le revêtement interne consiste en une paroi de boue séchée contenant des ramilles plus fines, des graines, de petits morceaux de fruits et des particules de bois. Le nid contient de un à trois œufs uniformément blanc-crème ou chamois. Il est placé à environ 2,50 m dans la fourche d’un arbuste de la forêt et dissimulé dans la végétation dense et ombragée de frondes de palmiers, de vignes grimpantes et de branches moussues. Le nid contient deux œufs brun-olive clair immaculés (Frith & Frith 2008).

## Biologie de reproduction

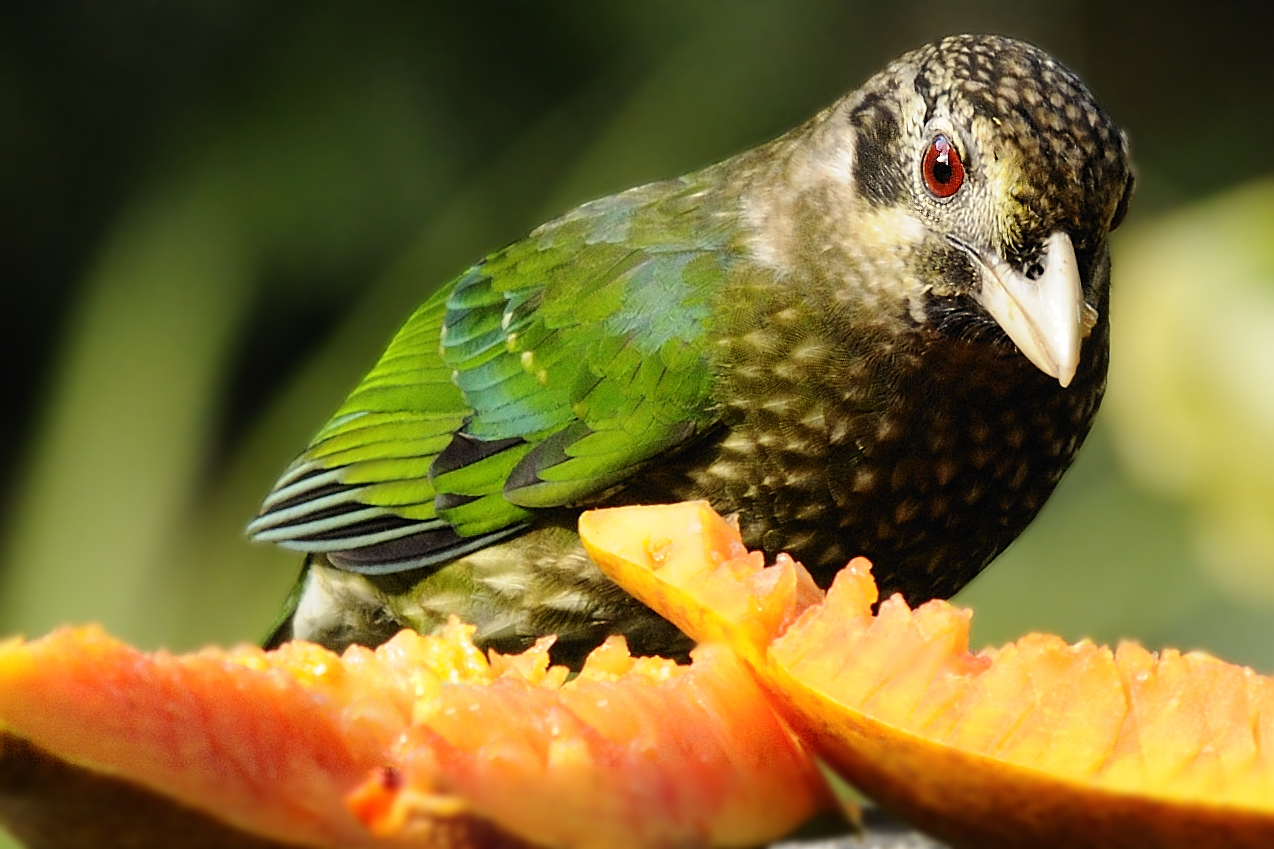
Ailuroedus melanotis, Topaz, Queensland.

La femelle construit le nid, couve les œufs et nourrit les oisillons. Le mâle nourrit la femelle et les oisillons. Mâle et femelle constituent des couples stables dont les liens sont renforcés à chaque saison quand le territoire est à nouveau établi et défendu. Les couples sont durables et peuvent persister plusieurs années bien qu’occasionnellement un des membres puisse former un nouveau couple avec un autre partenaire. Sur le site de Paluma de 50 hectares, un couple occupait un territoire de nidification de 1,6 ha et recherchait sa nourriture jusqu’à environ 70 m du nid. Il y avait peu de chevauchement de territoires de nourrissage avec les couples voisins. Chaque paire manifestait une nette fidélité à un site à topographie particulière que l’on peut qualifier de site traditionnel.
Les périodes de reproduction sont mal connues en Nouvelle-Guinée. Des œufs ont été trouvés d’août à décembre et un poussin en janvier avec des femelles à ovaires hypertrophiés en mars et avril. En Australie, la saison commence en août et se termine en mars mais cette fourchette peut changer selon la localisation, l’altitude et les variations saisonnières. La nidification en elle-même dure en moyenne quatre mois avec un pic de ponte entre octobre et décembre. En Australie, les pontes comptent de un à trois œufs mais la majorité (83 % sur un total de 172 nids) en possède deux. L’incubation dure 22 ou 23 jours et le nourrissage au nid 19 ou 20 jours. La femelle cesse de couver les oisillons à l’âge de 15 jours. Les couples ont une ponte de remplacement en cas de perte de la première ou une seconde ponte si la première a été précoce mais il n’y a pas deux couvées régulières dans l’année. Le taux de réussite des couvées est de 57 % sur un total de 63 nids, la moyenne étant d’un jeune produit par couple et par saison (Frith & Frith 2004, Ottaviani 2014).

## Sous-espèces
D'après Alan P. Peterson, il existe dix sous-espèces :
- Ailuroedus melanotis arfakianus  Meyer,AB 1874
- Ailuroedus melanotis astigmaticus  Mayr 1931
- Ailuroedus melanotis facialis  Mayr 1936
- Ailuroedus melanotis guttaticollis  Stresemann 1922
- Ailuroedus melanotis joanae  Mathews 1941
- Ailuroedus melanotis jobiensis  Rothschild 1895
- Ailuroedus melanotis maculosus  Ramsay,EP 1875
- Ailuroedus melanotis melanocephalus  Ramsay,EP 1883
- Ailuroedus melanotis melanotis  (Gray,GR) 1858
- Ailuroedus melanotis misoliensis  Mayr & Meyer de Schauensee 1939